# Volley-ball aux Jeux africains de 1965
Navigation
Édition suivante
Le tournoi de volley-ball aux Jeux africains de 1965 a réuni 8 équipes pour l’épreuve masculine seulement.

## Équipes participantes
- éliminatoires des 1er jeux africains de brazzaville 1965 : zone du maghreb : match aller : 20 février 1965 à tunis : tunisie battu algerie (2-3) .....* match retour : 7 mars 1965 à alger : algerie - tunisie (1-3) ... source le livre d'or du sport algerien de faycal chehat page 248 .

| Groupe A                                            | Groupe B                                                  |
| --------------------------------------------------- | --------------------------------------------------------- |
| - République du Congo - Liberia - Sénégal - Tunisie | - Cameroun - Dahomey - République arabe unie - Madagascar |

## Premier tour

### Poule A
| Rang | Équipe              | Victoires | Défaites | Points |
| ---- | ------------------- | --------- | -------- | ------ |
| 1    | Tunisie             | 3         | 0        | 6      |
| 2    | République du Congo | 2         | 1        | 5      |
| 3    | Sénégal             | 1         | 2        | 4      |
| 4    | Liberia             | 0         | 3        | 3      |

- Équipe qualifiée pour les demi-finales

La Tunisie a battu le Sénégal et le Liberia (3-0) et le Congo (3-1).

### Poule B
| Rang | Équipe                | Victoires | Défaites | Points |
| ---- | --------------------- | --------- | -------- | ------ |
| 1    | République arabe unie | 3         | 0        | 6      |
| 2    | Cameroun              | 2         | 1        | 5      |
| 3    | Madagascar            | 1         | 2        | 4      |
| 4    | Dahomey               | 0         | 3        | 3      |

- Équipe qualifiée pour les demi-finales

Madagascar est battu par la République arabe unie (1-3) et par le Cameroun (2-3).

## Phase finale
|  | Demi-finales          | Demi-finales |                        |   | Finale | Finale |
|  | Demi-finales          | Demi-finales |                        |   | Finale | Finale |
|  |                       |              |                        |   |        |        |
|  |                       |              |                        |   |        |        |
|  |                       |              |                        |   |        |        |
|  | République arabe unie | 3            |                        |   |        |        |
|  | République arabe unie | 3            |                        |   |        |        |
|  | République du Congo   | 0            |                        |   |        |        |
|  | République du Congo   | 0            | République arabe unie  | 3 |        |        |
|  |                       |              | République arabe unie  | 3 |        |        |
|  |                       | Tunisie      | 2                      |   |        |        |
|  | Tunisie               | Tunisie      | 2                      | 3 |        |        |
|  | Tunisie               |              |                        | 3 |        |        |
|  | Cameroun              | 1            |                        |   |        |        |
|  | Cameroun              | 1            | Match pour la 3e place |   |        |        |
|  |                       |              |                        |   |        |        |
|  |                       |              |                        |   |        |        |
|  |                       |              |                        |   |        |        |
|  | République du Congo   | 3            |                        |   |        |        |
|  | République du Congo   | 3            |                        |   |        |        |
|  | Cameroun              | 1            |                        |   |        |        |
|  | Cameroun              | 1            |                        |   |        |        |

### Classement final
| Place              | Équipe                |
| ------------------ | --------------------- |
| Médaille d'or      | République arabe unie |
| Médaille d'argent  | Tunisie               |
| Médaille de bronze | République du Congo   |
| 4                  | Cameroun              |
| 5                  | Sénégal               |
| 6                  | Madagascar            |
| 7                  | Liberia               |
| 8                  | Dahomey               |

## Source
- Couverture des Jeux pendant leur déroulement par le journal La Presse de Tunisie.